# Antodynerus
Antodynerus (лат.) — род одиночных ос из семейства Vespidae (Eumeninae).

## Распространение
Евразия, Африка. Большая часть видов встречается в Афротропике, 7 видов в Палеарктике и 3 вида в Южной и Юго-Восточной Азии.

## Описание
Среднего размера осы с оранжево-черной окраской тела, длина около 1 см. Метанотум наклонен, с дорсальным приподнятым диском, в дорсальном виде с полукруглым гребнем между горизонтальной и вертикальной поверхностями; передняя поверхность переднеспинки гладкая, без борозд; тегула неравномерно закруглена сзади, выемчатая, примыкающая к паратегуле и превосходящая вершину последней; метанотум без бугорков; проподеум не приподнят на один уровень с метанотумом, без верхнего киля; субмаргинальный киль и вальвула проподеума не выражены; переднее крыло со второй субмаргинальной ячейкой не сидячей, первая и вторая возвратные жилки обе входят во вторую субмаргинальную ячейку; средние голени с одной шпорой; метасома не стеблевидная; тергит T1 сидячий, не окаймленный, с прозрачной апикальной границей; цефалическая ямка самки не в приподнятой области; антенна самца апикально крючковидная; среднее бедро самца не зубчатое; S7 самца округлен в вершине. Знания о поведении рода Antodynerus скудны. На индийском  субконтиненте A. flavescensis известен как "оса-сквоттер", гнездящаяся в уже существующих полостях, часто в брошенных гнездах ос Eumenes или Sceliphron. Также известны паразиты этих ос из семейства Stylopidae (Веерокрылые) и симбиотические ассоциации Antodynerus limbatus и A. flavescens с клещами.
- Мезосома: Antodynerus limbatus и Euodynerus dantici

## Таксономия
Род был впервые описан в 1855 году швейцарским энтомологом Анри де Соссюром (1829—1905) в качестве division V в составе подрода Leionotus рода Odynerus.
Описано около 60 видов.
- Antodynerus aethiopicus (de Saussure, 1855)
- Antodynerus alboniger (Bequaert, 1918)
- Antodynerus angolensis  (Rad., 1881)
- Antodynerus ardens (Guérin, 1848)
- Antodynerus aureosericeus (Meade-Waldo, 1915)
- Antodynerus bellatulus (de Saussure, 1853)
- Antodynerus breviclypeus Selis, 2020
- Antodynerus caviventris (Kirsch, 1878)
- Antodynerus cnemophilus (Cameron, 1910)
- Antodynerus coenii (Giordani Soika, 1934)
- Antodynerus congolensis (Bequaert, 1918)
- Antodynerus desparatus (Bequaert, 1918)
- Antodynerus desperatus (Bequaert, 1918)
- Antodynerus dictatorius (Giordani Soika, 1935)
- Antodynerus effosoides Giordani Soika, 1989
- Antodynerus effossoides Giordani Soika, 1989
- Antodynerus effosus Giordani Soika, 1989
- Antodynerus elleri (Giordani Soika, 1937)
- Antodynerus flavescens (Fabricius, 1775)
- Antodynerus gribodoi (Schulthess, 1922)
- Antodynerus iactans (Giordani Soika, 1937)
- Antodynerus ignaruris Kohl, 1907
- Antodynerus igneus Gusenleitner, 2004
- Antodynerus ignoratus Gusenleitner, 2007
- Antodynerus imitator Selis, 2020
- Antodynerus incognitus (Giordani Soika, 1942)
- Antodynerus incomparabilis Giordani Soika, 1970
- Antodynerus incomperabilis Giordani Soika, 1970
- Antodynerus indecorus (Cameron, 1910)
- Antodynerus infucatus (Giordani Soika, 1935)
- Antodynerus infuscatus (Giordani Soika)
- Antodynerus kelneri Giordani Soika, 1965
- Antodynerus lesnei (Giordani Soika, 1935)
- Antodynerus limbatus (de Saussure, 1852)
- Antodynerus lobatus Giordani Soika, 1983
- Antodynerus lugubris (Meade-Waldo, 1915)
- Antodynerus luteoniger (Giordani Soika, 1942)
- Antodynerus magadensis (Giordani Soika, 1937)
- Antodynerus meridionalis (de Saussure, 1862)
- Antodynerus multicolor (de Saussure, 1853)
- Antodynerus mutabilis (de Saussure, 1863)
- Antodynerus mutans (de Saussure, 1856)
- Antodynerus natalensis (de Saussure, 1855)[5]
  - (=Odynerus natalensis)
- Antodynerus nigeriensis (Giordani Soika, 1942)
- Antodynerus nyassae (Kirsch, 1878)
- Antodynerus oneili (Cameron, 1905)
- Antodynerus oogaster (Gribodo, 1895)
- Antodynerus oppugnator (Giordani Soika, 1937)
- Antodynerus proterrens (Giordani Soika, 1934)
- Antodynerus punctatipennis (de Saussure, 1852)
- Antodynerus radialis (de Saussure, 1855)
- Antodynerus scottianus (Giordani Soika)
- Antodynerus sheffieldi (Meade-Waldo, 1915)
- Antodynerus signiferus (Cameron, 1910)
- Antodynerus somalicus Giordani Soika, 1989
- Antodynerus spoliatus (Cameron, 1910)
- Antodynerus stevensonianus (Giordani Soika, 1942)
- Antodynerus stiraspis (Cameron, 1910)
- Antodynerus thomensis (Giordani Soika, 1942)
- Antodynerus uniforme (Gusenleitner, 2012)[5]
  - (=Anterhynchium uniforme)
- Antodynerus versicolor (Kirby, 1900)
- Antodynerus wellmani (Meade-Waldo, 1910)
- Antodynerus wellmanoides (Giordani Soika, 1940)